# Franciszek Parczewski
Franciszek Parczewski herbu Nałęcz (ur. 1819, zm. 19 marca 1886 w Gostyniu) – uczestnik powstania wielkopolskiego (1848), dowódca partii w powstaniu styczniowym (1863–1864).

## Życiorys
Urodził się jako syn Ignacego Parczewskiego (1785-1852, oficer wojsk polskich, właściciel Osieka) i Ludwiki Tekli Franciszki Pruskiej (1799–1865), brat Walentego, dowódcy w powstaniu styczniowym. Stryj Alfonsa i Melanii Parczewskich.
Był oficerem artylerii w armii pruskiej. W czasie powstania 1848 walczył pod Odolanowem, pod Miłosławiem i pod Wrześnią. W czasie powstania styczniowego, od lutego 1863 naczelnik wojenny okręgu Warty, następnie od kwietnia naczelnik wojenny powiatu kaliskiego. Zorganizował oddział liczący około 700 powstańców, który jednak 22 kwietnia 1863 został szybko rozbity w okolicach wsi Rudniki.
Po przegranej wrócił w Poznańskie, lecz zagrożony represjami ze strony władz pruskich, dopiero po kilku latach osiadł na stałe w Gostyniu, gdzie zmarł 19 marca 1886.